# Mướp khía
Mướp khía hay còn gọi mướp tàu (danh pháp khoa học: Luffa acutangula) là một loài thực vật có hoa thuộc họ Bầu bí được (L.) Roxb. mô tả khoa học lần đầu năm 1832.

## Phân bố
Cây mướp khía phân bố từ Trung Á đến Đông Á và Đông Nam Á, ngoài ra còn được trồng trong nhà kín ở nơi có khí hậu lạnh.
Loài cây này cũng được trồng ở Nam Á và châu Phi.

## Tên gọi
- Tiếng Assam: জিকা, ঝিকা (jeeka)
- Tiếng Bengal Jhingge hoặc Jhinga[3]
- Tiếng Myanma: ဗြူးဒါး (bju: da: [byú dá]), hay ပုံလုံ (boun loun [bòʊ̃ lòʊ̃])
- Tiếng Khmer: ននោងជ្រុង ([nɔnooŋ cruŋ])
- Tiếng Lào: ລອຽ ([lɔ́ːj])
- Tiếng Tamil: Pirkanga
- Tiếng Telugu: beera kaaya[3]
- Tiếng Marathi: dodaki दोडकी
- Tiếng Indonesia: gambas, oyong
- Tiếng Java: oyong
- Tiếng Trung Quốc (phổ thông): 广东丝瓜 (bính âm: Guǎngdōngsīguā)

## Mô tả
Thân thảo hằng năm có thân leo dài 3m đến 6m, phân nhánh nhiều, thân to tới 2 cm, có nhiều rãnh. Lá đơn mọc so le, màu lục, hình ngũ giác dài 15–20 cm hay hơn tới 30 cm và rộng tới 25 cm, mép lá có răng to; tua cuốn chia năm nhánh. Hoa mùa hè thu. Hoa đơn tính, các hoa đực mọc thành chùm, mỗi hoa đều có một lá bắc màu lục; đài hoa màu trắng lục dính nhau ở gốc; các cánh hoa màu vàng sáng, cũng dính nhau ở gốc. Có 5 nhị, một nhị rời và 4 nhị có chỉ nhị dính nhau từng đôi một. Hoa cái mọc đơn độc, có bao hoa như hoa đực; vòi nhuỵ ngắn mang đầu nhuỵ hợp bởi 3 núm có lông mềm màu vàng; bầu dài 3–5 cm, đường kính 1 cm. Hình dạng quả tương tự quả dưa chuột. Quả lớn hình chùy dài 30–40 cm, đường kính 7–10 cm, có 10 cạnh nhọn dọc theo quả. Hạt chín màu đen, sần sùi.

## Thành phần hóa học
Quả chứa một chất đắng là luffin; còn có các amino acid tự do: arginin, glycin, threonin, acid glutamic, leucin.
Hạt chứa dầu 19,9%; hạt chín chứa các chất đắng; cucurbitacin B, O, C và H. Hạt còn chứa một saponin glucosid, enzym và một dầu cố định; dầu này gây tiết nước bọt, nôn mửa và xổ cho chó thí nghiệm.
Rễ chứa cucurbitacin B và các vết của cucurbitacin C.

## Sử dụng
Quả non được dùng làm rau ăn hoặc ngâm chua hoặc ăn sống. Chồi và hoa đôi khi cũng lấy ăn. Quả già phơi khô và được xử lý để loại bỏ mọi thứ chỉ chừa lại xơ quả, sau đó có thể được sử dụng làm miếng rửa bát hoặc lấy xơ để làm đan ra mũ nón. Mướp khía cũng được sử dụng trong Đông y.

### Trong Đông y
- Bộ phận dùng: Toàn cây hay chỉ dùng xơ mướp (Retinervus Luffae Fructus), gọi là Ty qua lạc. Dây, lá và hạt cũng được dùng[2].
- Tính vị, tác dụng[2]:

- Xơ Mướp có vị ngọt, tính bình; có tác dụng thanh nhiệt giải độc, hoạt huyết thông lạc, lợi niệu tiêu thủng.
- Lá Mướp có vị đắng và chua, tính hơi hàn; có tác dụng chỉ huyết, thanh nhiệt giải độc.
- Hạt có vị hơi ngọt, tính bình; có tác dụng tiêu nhiệt hoá đàm, nhuận táo, sát trùng.
- Dây có vị ngọt, tính bình; có tác dụng thông kinh hoạt lạc, chỉ khái hoá đàm.
- Rễ có vị ngọt, tính bình; có tác dụng thanh nhiệt giải độc.
- Công dụng[2]:

- Xơ Mướp dùng trị: gân cốt tê đau, đau ngực sườn, bế kinh, sữa không thông, viêm tuyến sữa, thủy thủng;
- Lá dùng trị ho, ho gà, nắng nóng khát nước vào mùa hè; dùng ngoài trị chảy máu ở các vết thương, ecpet, mảng tròn, chốc lở, bệnh mụn;
- Hạt mướp dùng trị ho nhiều đờm, sát trùng, đái khó;
- Dây dùng trị đau thắt lưng, ho, viêm mũi, viêm khí quản;
- Rễ Mướp dùng trị viêm mũi, viêm các xoang phụ của mũi, dùng nấu nước rửa chỗ lở ngứa chảy nước.
- Ở Ấn Độ, dịch lá tươi cho vào mắt trị đau mắt hột; lá tươi giã ra đắp tại chỗ trị viêm lách, trĩ và phong hủi.

## Hình ảnh

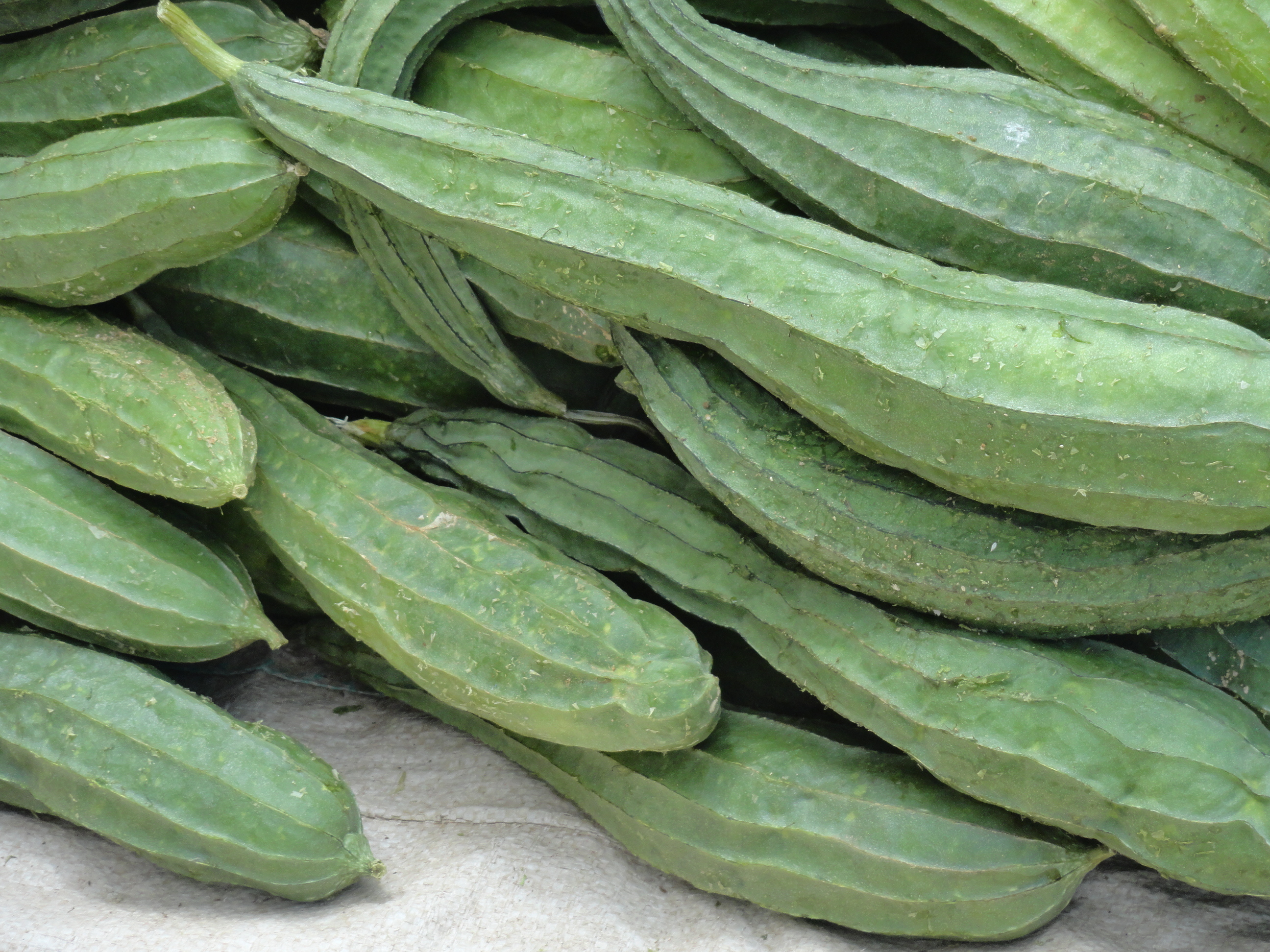
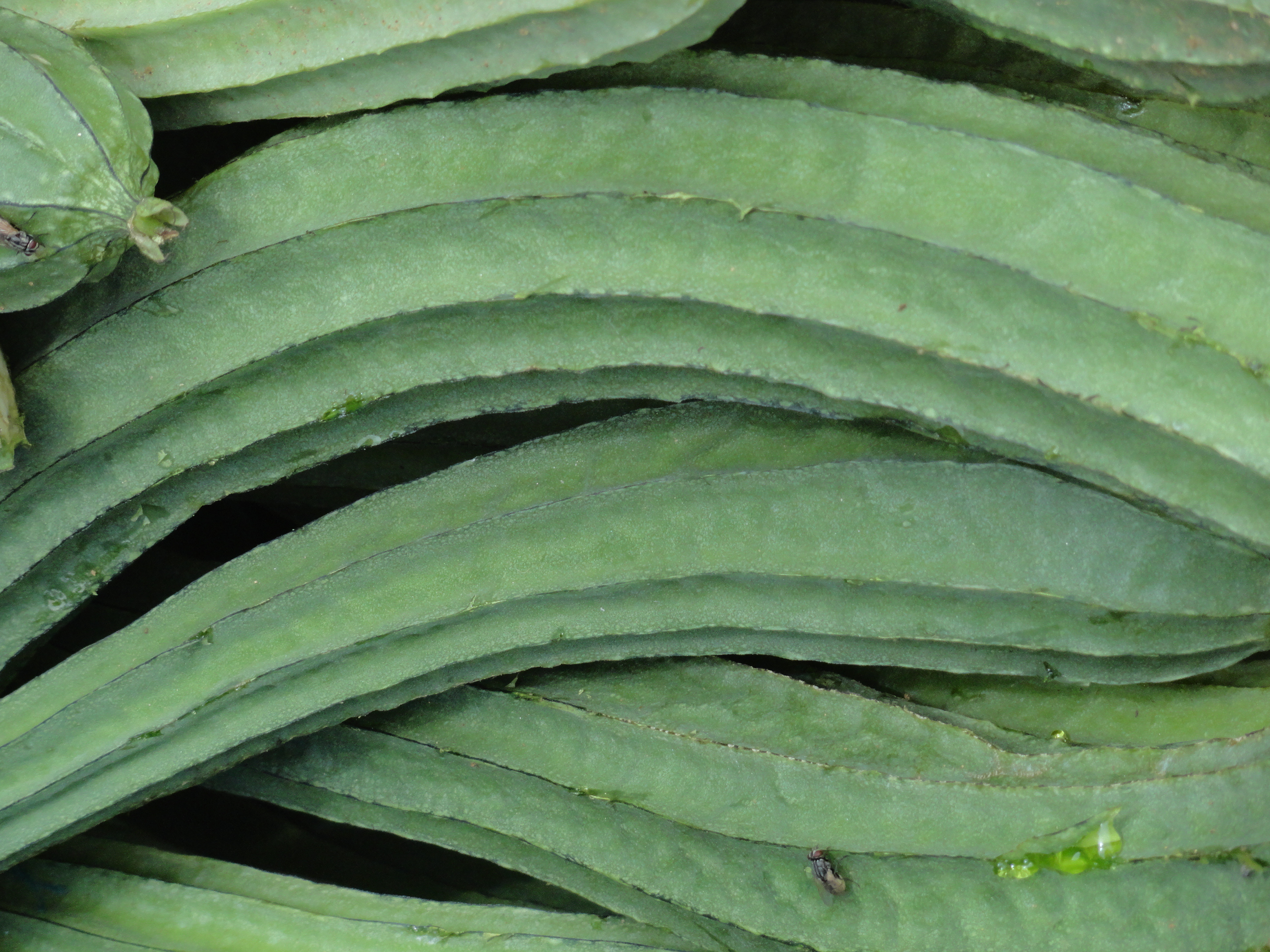
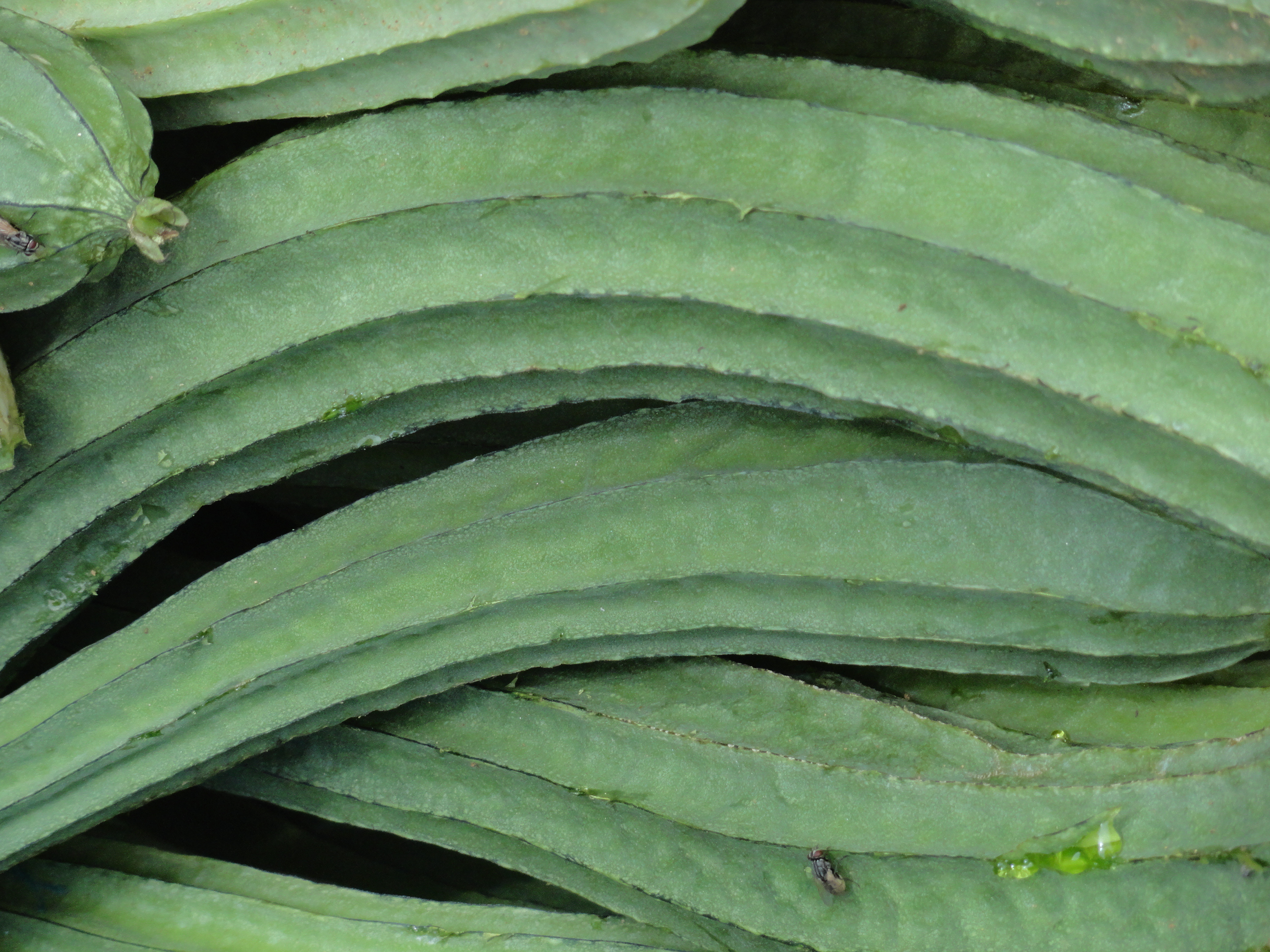
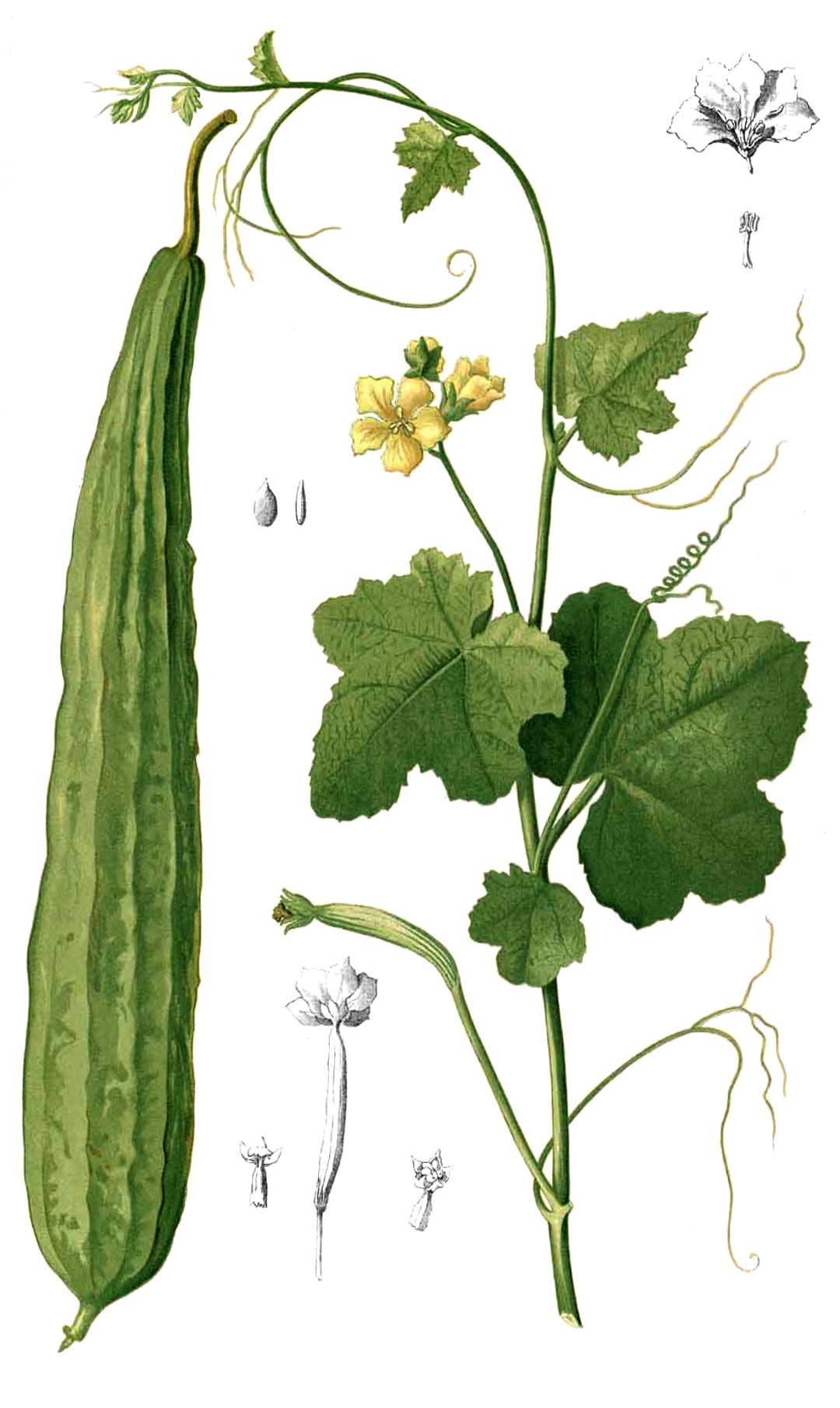